# Les Abymes
Les Abymes (in italiano Gli abissi) è un comune francese di 59 270 abitanti situato nell'isola di Grande-Terre e facente parte del dipartimento d'oltremare di Guadalupa. Il suo territorio è suddiviso tra cinque cantoni. È il comune più popoloso della Guadalupa.
La cittadina (fondata nel 1691 e divenuta parrocchia nel 1726) fa parte dell'agglomerato urbano di Pointe-à-Pitre.
L'economia cittadina si basa tradizionalmente sull'agricoltura (nello specifico sulla coltivazione della canna da zucchero, del cacao e del caffè) a cui, negli ultimi anni, si è affiancato il turismo (la principale attrattiva sono le foreste di mangrovie della fascia costiera occidentale di Grande-Terre).

## Amministrazione

### Cantoni
Fino al 2014, il territorio comunale di Les Abymes era suddiviso in 5 cantoni:
- Cantone di Les Abymes-1
- Cantone di Les Abymes-2
- Cantone di Les Abymes-3
- Cantone di Les Abymes-4
- Cantone di Les Abymes-5

A seguito della riforma approvata con decreto del 24 febbraio 2014, che ha avuto attuazione dopo le elezioni dipartimentali del 2015, il territorio comunale della città di Les Abymes è stato suddiviso in 3 cantoni:
- Cantone di Les Abymes-1: comprende parte del comune di Les Abymes
- Cantone di Les Abymes-2: comprende parte del comune di Les Abymes
- Cantone di Les Abymes-3: comprende parte del comune di Les Abymes e parte del comune di Le Gosier

## Gemellaggio
- Créteil, dal 1982
- Boucherville, dal 1999